# Twierdzenie Hurwitza
Zasugerowano, aby zintegrować ten artykuł z artykułem kryterium stabilności Hurwitza (dyskusja). Nie opisano powodu propozycji integracji.
Twierdzenie Hurwitza – twierdzenie dotyczące własności pierwiastków zespolonych pewnych wielomianów o współczynnikach rzeczywistych. Jego autorem jest niemiecki matematyk Adolf Hurwitz.

## Twierdzenie
Niech {\displaystyle f(z)=a_{n}z^{n}+a_{n-1}z^{n-1}+\dots +a_{2}z^{2}+a_{1}z+a_{0}} oznacza wielomian zmiennej zespolonej o współczynnikach rzeczywistych, przy czym {\displaystyle n\geqslant 1,\quad a_{n}\neq 0,\quad a_{0}>0.} Dla tego, by wszystkie pierwiastki wielomianu {\displaystyle f(z)} miały części rzeczywiste ujemne potrzeba i wystarcza, aby dodatnie były wszystkie wyznaczniki
{\displaystyle W_{1}=a_{1},\quad W_{2}={\begin{vmatrix}a_{1}&a_{0}\\a_{3}&a_{2}\end{vmatrix}},\quad W_{3}={\begin{vmatrix}a_{1}&a_{0}&0\\a_{3}&a_{2}&a_{1}\\a_{5}&a_{4}&a_{3}\end{vmatrix}},\quad W_{4}={\begin{vmatrix}a_{1}&a_{0}&0&0\\a_{3}&a_{2}&a_{1}&a_{0}\\a_{5}&a_{4}&a_{3}&a_{2}\\a_{7}&a_{6}&a_{5}&a_{4}\end{vmatrix}},}
{\displaystyle W_{5}={\begin{vmatrix}a_{1}&a_{0}&0&0&0\\a_{3}&a_{2}&a_{1}&a_{0}&0\\a_{5}&a_{4}&a_{3}&a_{2}&a_{1}\\a_{7}&a_{6}&a_{5}&a_{4}&a_{3}\\a_{9}&a_{8}&a_{7}&a_{6}&a_{5}\end{vmatrix}},\quad \dots ,\quad W_{n}={\begin{vmatrix}a_{1}&a_{0}&0&\cdots &0\\a_{3}&a_{2}&a_{1}&\cdots &0\\\vdots &\vdots &\vdots &\ddots &\vdots \\a_{2n-1}&a_{2n-2}&a_{2n-3}&\cdots &a_{n}\end{vmatrix}},} przy {\displaystyle a_{k}=0} dla {\displaystyle k>n.}

## Przykład
Dla wielomianu
{\displaystyle f(z)=4z^{3}+8z^{2}+10z+12}
mamy
{\displaystyle W_{1}=10,\quad W_{2}={\begin{vmatrix}10&12\\4&8\end{vmatrix}}=32,}
{\displaystyle W_{3}={\begin{vmatrix}10&12&0\\4&8&10\\0&0&4\end{vmatrix}}=128,}
zatem wszystkie pierwiastki tego wielomianu mają części rzeczywiste ujemne.